# Липучка звичайна
Липучка звичайна, липучка відхилена (Lappula squarrosa) — вид трав'янистих рослин родини шорстколисті (Boraginaceae), поширений у Європі, помірній Азії.

## Опис
Однорічна або дворічна рослина 15–45 см заввишки. 2-й бічний ряд шипиків, майже рівних по довжині шипиків головного ряду, доходить до верхівки горішків; горішки трикутно-яйцеподібні, дрібно горбкуваті, 1.7–3 мм довжиною, стовпчик мало підноситься над горішками. Між горішками в їхній верхній половині немає глибокої еліптичної або овальної ями.

## Поширення
Поширений у Європі й помірній Азії; натуралізований в Канаді, США, деяких країнах Європи.
В Україні вид зростає у засмічених і кам'янистих місцях, біля доріг — на всій території звичайний.

## Галерея

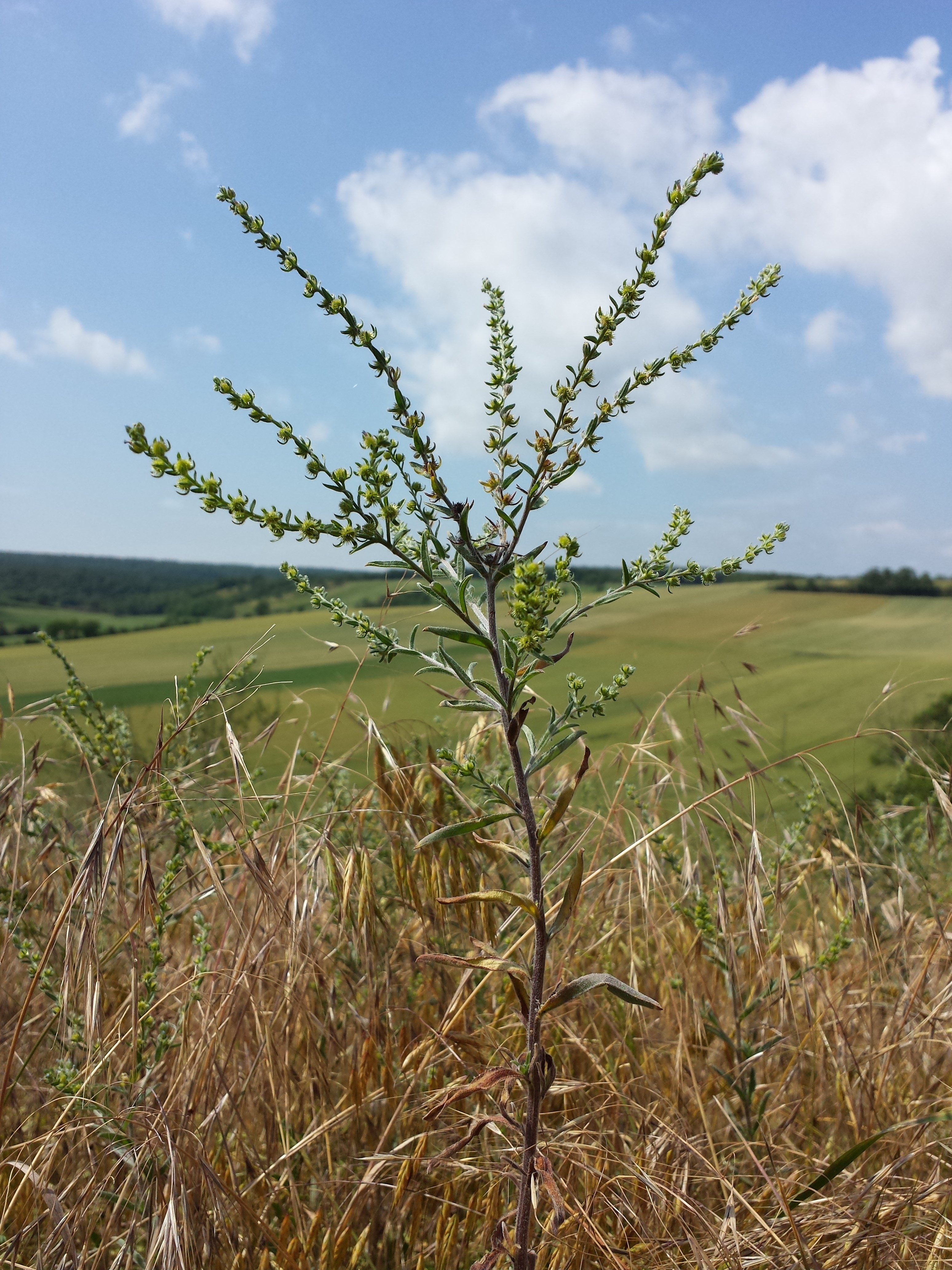
рослина
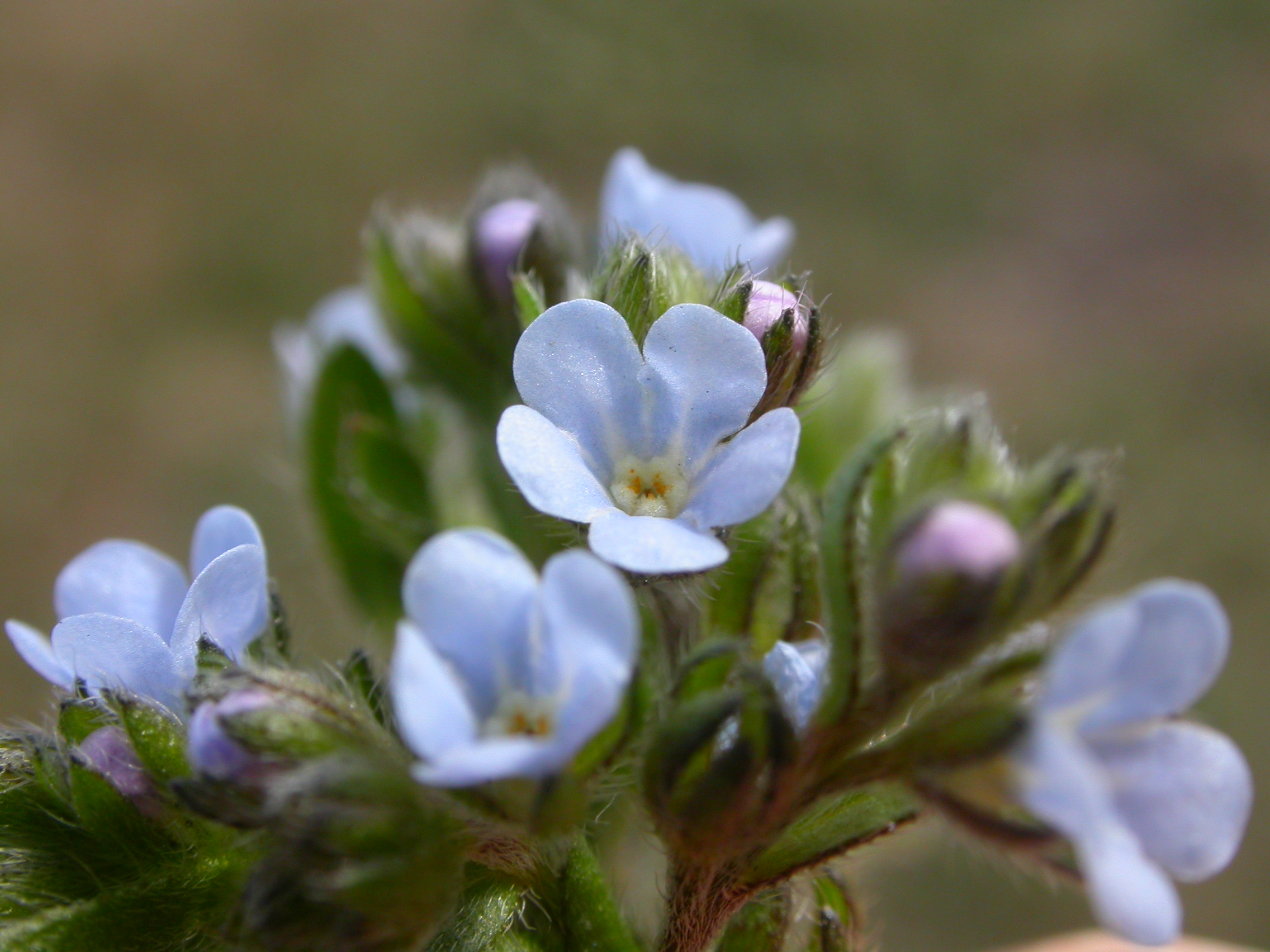
квіти
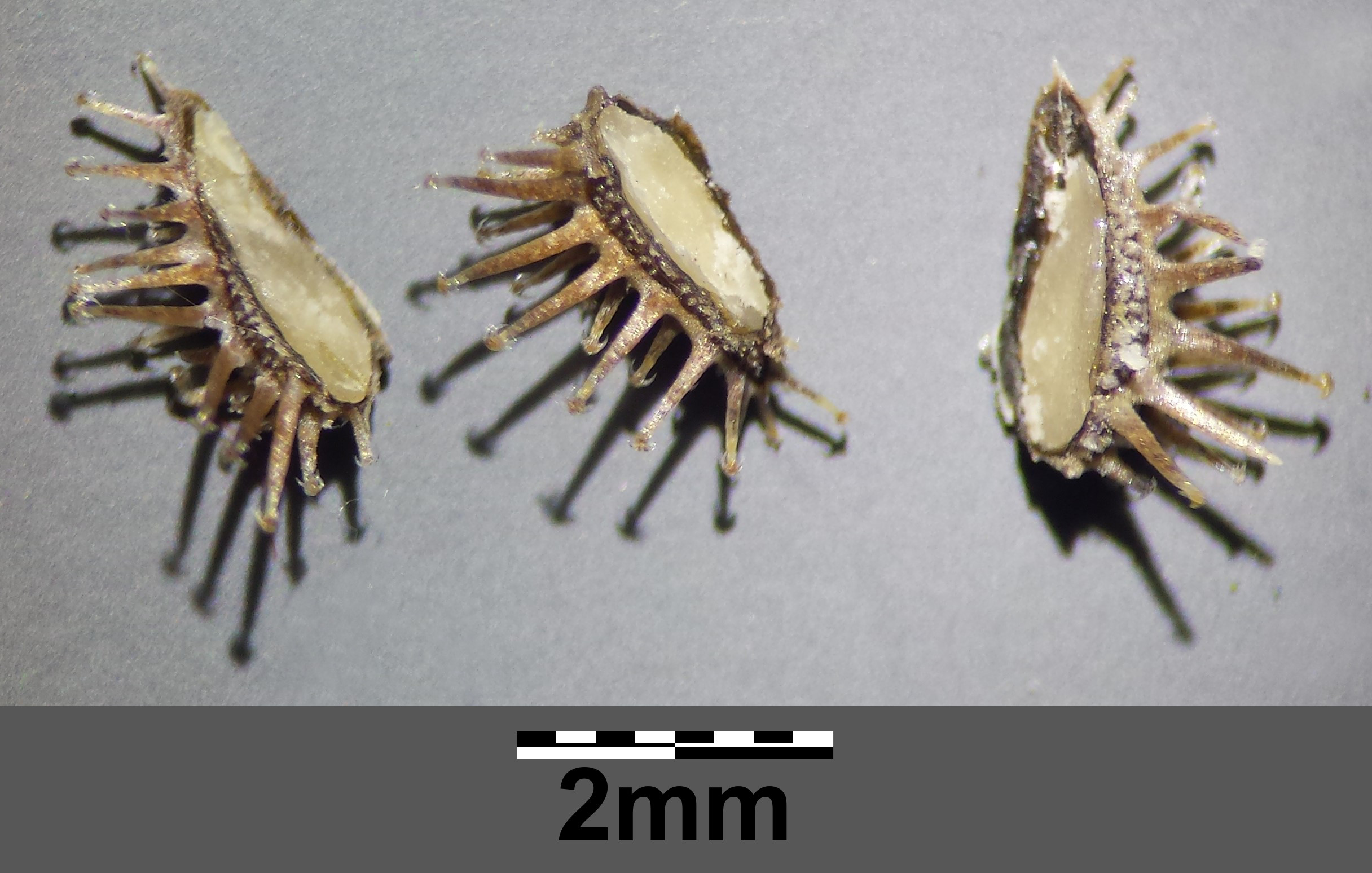
плоди
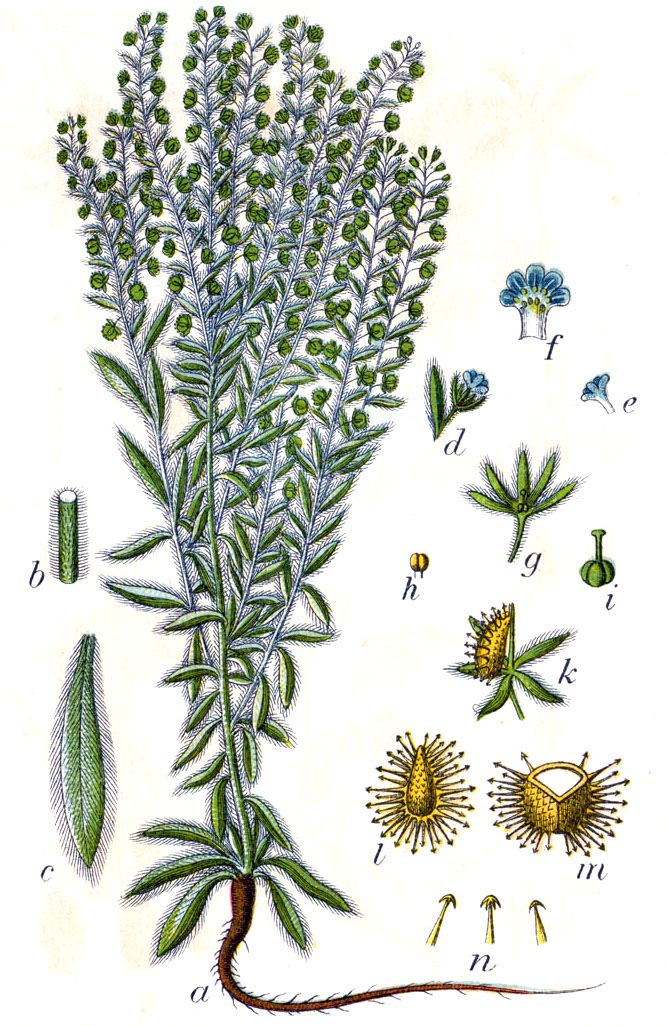
ілюстрація